# Un Coup de Dés Jamais N'Abolira le Hasard

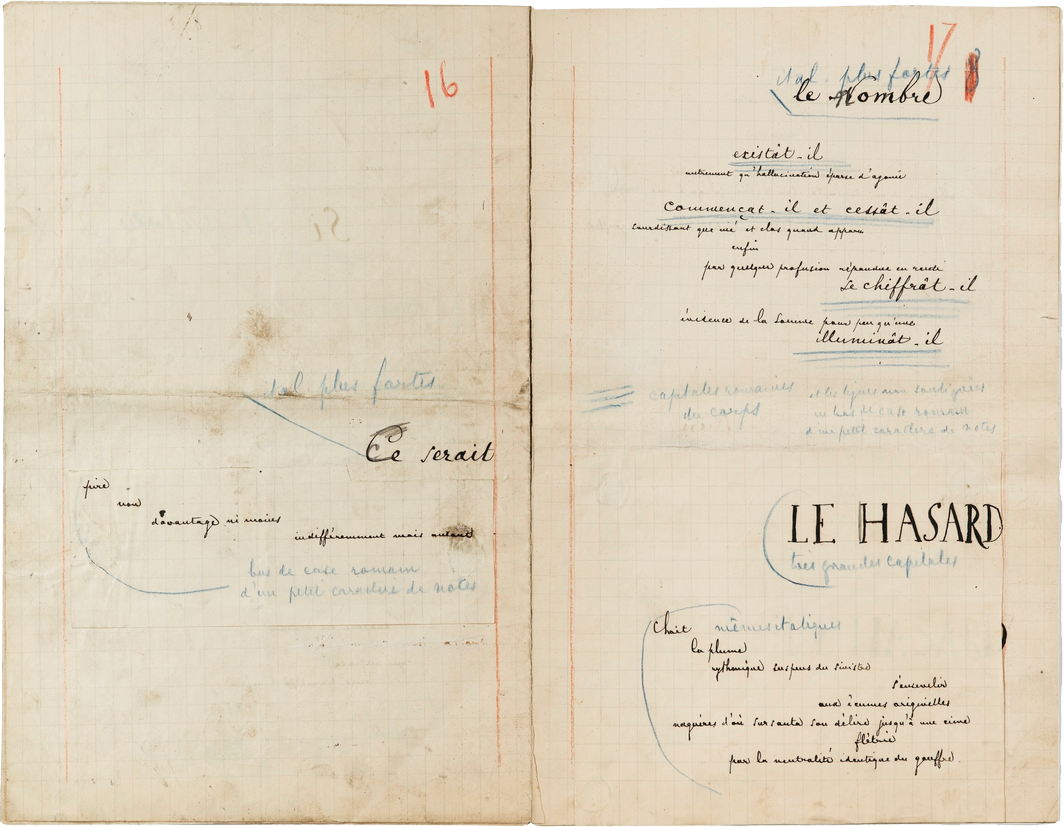
Layout autógrafo (1897).

Un coup de dés jamais n'abolira le hasard, em português "Um lance de dados jamais abolirá o acaso", é o título do primeiro poema tipográfico de que se tem notícia, ou seja, um poema que explora as possiblidades da tecnologia de impressão de textos, publicado em 1897 na revista "Cosmopolis" pelo poeta simbolista Stéphane Mallarmé.
A respeito da estrutura do poema, o poeta não considerava mais que as linhas que o compunham pudessem ser consideradas como verso, chamando-as de "subdivisões prismáticas". Formando "ilhas de significação" e "brancos", o poema aproveita o espaço da página para indicar o ritmo da leitura e as pausas.
A poesia tipográfica de Mallarmé deu origem a várias experiências do tipo, praticadas pelos futuristas no início do século XX, dando impulso à nova poesia da chamada por alguns de "segunda vanguarda", os movimentos surgidos a partir da década de 1950, relacionados, principalmente, à visualidade da obra poética.
Foi traduzido em português pelo poeta Haroldo de Campos, utilizando recursos visuais semelhantes aos do poema original.